# Benigno Aquino jr.

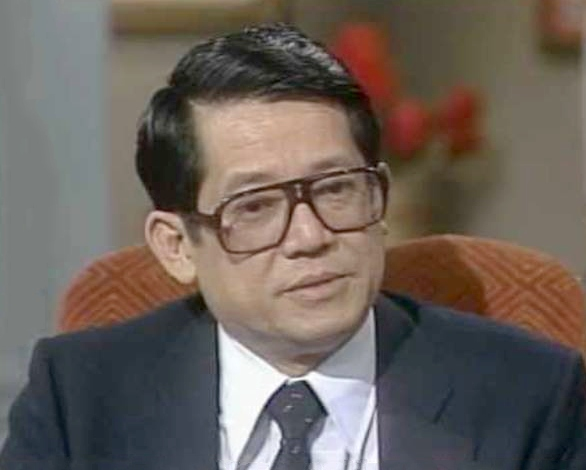
Benigno Aquino jr.

Benigno Servillano (Ninoy) Aquino jr. (Concepcion, 27 november 1932 – Parañaque, 21 augustus 1983) was een Filipijns politicus en een belangrijke oppositieleider ten tijde van het presidentschap van Ferdinand Marcos. Hij werd bij terugkomst van zijn verbanning naar de Verenigde Staten vermoord op het vliegveld van Manilla. Zijn weduwe, Corazon Aquino, werd door de oppositie vervolgens naar voren geschoven als nieuwe leider en verving uiteindelijk Ferdinand Marcos als president van de Filipijnen, na diens afzetting in 1986. Zijn enige zoon, Benigno Aquino III, werd bij de verkiezingen van 2010 ook gekozen tot president.

## Vroege levensloop en carrière

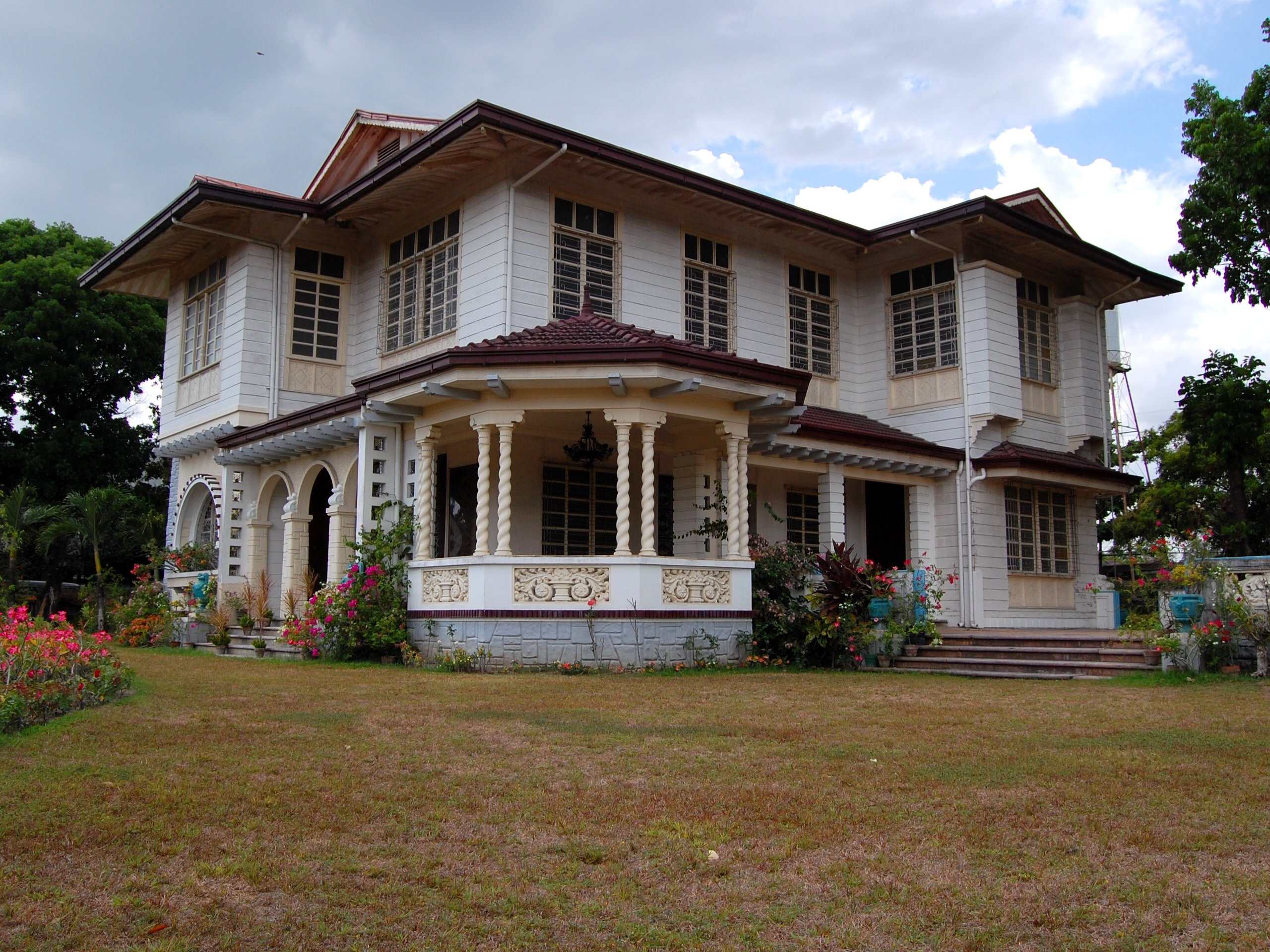
Het huis van de familie Aquino in Tarlac.

Benigno Aquino werd op 17 november 1932 geboren in een welvarende familie van grootgrondbezitters (hacienderos) in Concepcion in de provincie Tarlac. Zijn grootvader, Servillano Aquino, was een generaal in het opstandelingenleger van Emilio Aguinaldo terwijl zijn vader Benigno Aquino sr. deel uitmaakte van de door de Japanners georganiseerde regering van Jose Laurel. Aquino Sr. overleed toen Benigno een tiener was, in een tijd dat het zijn vader nogal werd aangerekend dat hij met de Japanners gecollaboreerd had. Aquino volgde zijn opleiding op de privéscholen St. Joseph's College and De La Salle College. De middelbare school waar hij naartoe ging was het San Beda College. Na de middelbare school ging Aquino studeren aan de Ateneo de Manila University waar hij Vrije Kunsten studeerde. Hij zou zijn studie echter niet afmaken. Op 17-jarige leeftijd was Aquino al oorlogscorrespondent in de Koreaanse Oorlog voor de krant The Manila Times. Voor zijn journalistieke werk ontving hij een jaar later de Philippine Legion of Honor uit handen van president Elpidio Quirino. Op zijn 21e was hij een naaste adviseur van de minister van defensie Ramon Magsaysay. Rond die tijd begon Ninoy aan een studie rechten aan de University of the Philippines. Ook deze studie maakte hij echter niet af, omdat hij verder carrière wilde maken in de journalistiek. Begin 1954 werd hij door toenmalig president Ramon Magsaysay gevraagd om te gaan onderhandelen met de leider van de rebellenbeweging Hukbalahap, Luis Taruc, teneinde hem over te halen zich over te geven. Na vier maanden van onderhandelingen gaf Taruc zich over. Op 11 oktober 1955 trouwde Aquino met Maria Corazon Cojuangco alias Corazon Aquino. Samen met haar zou hij vier dochters en een zoon krijgen: Maria Elena Aquino, Aurora Corazon Aquino, Benigno III, Victoria Elisa en Kris Aquino.

## Een snelle politieke carrière
In 1955 won Aquino de verkiezing tot burgemeester van zijn geboortedorp Concepcion in Tarlac en hij werd daarmee de jongste burgemeester van het land ooit. Op zijn 27e werd Aquino gekozen als vicegouverneur van Tarlac en twee jaar later werd hij gouverneur. Ook deze posities waren nog nooit door iemand op zo'n jonge leeftijd bekleed. In 1967 werd hij namens de Liberal Party gekozen in de Filipijnse Senaat. Ook in dit ambt was hij opnieuw de jongste ooit. Aquino was de enige gekozen senator van de Liberal Party en hij werd door Ferdinand Marcos en zijn bondgenoten van de Nacionalista Party gezien als hun grootste bedreiging. In zijn eerste jaar in de Senaat waarschuwde Aquino dat Marcos het land aan het militariseren was door een torenhoog defensiebudget en het plaatsen van militaire bondgenoten in belangrijke overheidsposities.
Aquino richtte zijn pijlen ook op Imelda Marcos, de vrouw van de president. In een van zijn speeches A Pantheon for Imelda op 10 februari 1969 bekritiseerde hij de bouw van een Cultureel Centrum, een van haar zeer kostbare projecten. Hij maakte er zich niet populair mee bij Ferdinand en Imelda Marcos en hun aanhangers. Door het Philippine Free Press magazine werd hij echter, door het feit dat hij geen blad voor de mond nam, gekozen als een van de beste senatoren van het land ooit. Zijn opvallend snelle politieke carrière leverde hem de bijnaam wonder boy op.
Aquino werd in die tijd gezien als een belangrijke kandidaat voor het hoogste ambt in het land, het presidentschap. In peilingen was Aquino de meest genoemde keuze voor Filipino's. Daar kwam bij dat Marcos als gevolg van bepalingen in de grondwet niet voor een nieuwe termijn als president gekozen zou kunnen worden.

## Staat van beleg
Op 21 augustus 1971 hield de Liberal Party een bijeenkomst op Plaza Miranda. Op het podium hadden zich diverse prominente partijleden, waaronder Benigno Aquino jr., verzameld. Het was een feestelijke bijeenkomst tot er twee explosieven afgingen. Later ontdekte de politie dat er twee granaten vanuit het publiek waren gegooid richting het podium. Er kwamen 9 mensen om het leven en 85 anderen raakten gewond.
Hoewel er gedacht werd aan betrokkenheid van de Nacionalistas van Marcos, ontweek deze de beschuldigingen door te veronderstellen dat Aquino de hand zou hebben gehad in de aanslag om zo potentiële rivalen te elimineren. Later kwam de regering Marcos met "bewijs" dat de aanslag het werk geweest was van de communistische New People's Army en beloofde dat de daders binnen 48 uur opgepakt zouden worden. Er werd daadwerkelijk een van de daders opgepakt. Het bleek echter een sergeant van de explosievendienst van de Philippine Constabulary te zijn. Volgens Aquino werd deze man later weer vrijgelaten door militair personeel en het publiek hoorde nooit meer van hem.
Op 22 september werd er een aanslag gepleegd op minister van defensie Juan Ponce Enrile, terwijl hij in zijn auto reed. President Marcos greep deze nieuwe geweldsdaad aan om met het leger alle strategische plekken in Metro Manilla te bezetten. Hij nam de controle over radio- en televisiestations over en liet belangrijke tegenstanders, waaronder Benigno Aquino jr. en communistenleider Luis Taruc gevangennemen. Aquino werd gevangengezet op beschuldiging van moord, illegaal wapenbezit en ondermijnen van het gezag. Een dag later verklaarde Marcos de staat van beleg te hebben uitgeroepen om de orde in het land weer terug te kunnen brengen. Later verklaarde Juan Ponce Enrile dat de aanslag op hem in scène was gezet en bovendien bleek dat de wet die het uitroepen van de staat van beleg regelde al op 21 september was getekend door Marcos.
Op 4 april 1975 kondigde Aquino aan dat hij een hongerstaking zou beginnen, als protest tegen de onrechtmatigheid van de militaire rechtszaak die tegen hem was aangespannen. Tijdens de wekenlange hongerstaking werd Benigno alsmaar zwakker en leed aan rillingen en krampen. Soldaten sleepten hem met geweld naar de sessies van het militaire tribunaal. Zijn familie, vrienden en aanhangers gingen elke dag naar de mis en baden voor zijn leven. Op 13 mei 1975, 40 dagen na het begin, smeekten zijn familie en enkele priesters en vrienden hem om er een punt achter te zetten, waarbij ze erop wezen dat zelfs Christus niet langer dan 40 dagen vastte. Hij gaf toe, omdat hij dacht dat hij inmiddels wel een symbolisch gebaar had gemaakt. Op 25 november 1977 werd hij echter schuldig bevonden en ter dood veroordeeld. Het vonnis zou door het vuurpeloton volbracht moeten worden, maar werd nooit ten uitvoer gebracht. Marcos kon het zich niet veroorloven om Aquino een martelaar te laten worden. Op 8 mei 1980 kreeg Aquino, na een tweetal hartaanvallen in maart, de mogelijkheid om samen met zijn gezin te vertrekken naar de Verenigde Staten om daar een noodzakelijke hartoperatie te ondergaan. Benigno herstelde snel na de operatie in een ziekenhuis in Dallas en het gezin vestigde zich in Boston.

## Terugkeer naar de Filipijnen
Na drie jaar in ballingschap besloot Aquino terug te keren naar de Filipijnen. Door de verslechterde economie van de Filipijnen en verslechtering van de gezondheidstoestand van Marcos dreigde volgens Aquino een burgeroorlog, met als mogelijke uitkomst een regering onder leiding van de vrouw van Marcos met militaire steun van de belangrijkste militaire bondgenoot van de president, generaal Fabian Ver. In de Filipijnen wilde hij zijn politieke machtsbasis vergroten om zo invloed uit te kunnen oefenen op de komende gebeurtenissen. Hij vloog via diverse tussenstops, om het risico te minimaliseren, naar Manilla. Het laatste stuk van zijn reis, op 21 augustus 1983, zat hij in het vliegtuig met diverse buitenlandse journalisten en droeg hij een kogelvrij vest als voorzorgsmaatregel. Het mocht echter niet baten, want kort na het afdalen van de vliegtuigtrap werd hij door een van de militairen, die hem stonden op te wachten om verder te begeleiden, van achteren door zijn nek geschoten. De moord veroorzaakte veel commotie in de Filipijnen. In de maanden na zijn dood waren er veel demonstraties. Tijdens zijn begrafenisstoet stonden naar schatting twee miljoen mensen langs de kant. Veel mensen vermoedden dat Marcos zelf, of anders Imelda, de opdracht tot de moord gegeven had.
President Marcos stelde ondertussen naar aanleiding van de moord een waarheidscommissie samen onder leiding van opperrechter Enrique Fernando. Korte tijd later werd, onder grote publieke druk, een nieuwe onafhankelijke commissie ingesteld onder leiding van voormalig rechter van het Hof van Beroep, Corazon Agrava. Marcos gaf echter, voor de commissie haar werk begon, al aan dat de communisten verantwoordelijk waren geweest voor de aanslag.
Na een jaar onderzoek kwam de commissie-Agrava uiteindelijk tot de conclusie dat diverse militairen van de Filipijnse krijgsmacht betrokken waren geweest bij de aanslag. Onder de beschuldigden bevonden zich enkele kolonels en generaals. De meest prominente beklaagde was de commandant van de Filipijnse strijdkrachten en vertrouweling van Marcos, Fabian Ver.
Hierop werden de 25 militairen samen met 1 burger in staat van beschuldiging gesteld en Fabian Ver werd door Marcos ontheven uit zijn functie. Op 2 december 1985 werden de 25 militairen echter door de Sandiganbayan vrijgesproken en werd Ver weer benoemd in zijn oude functie.